# Teresa Mamá
Teresa Mamá – miejscowość położona w środkowowschodnim Ekwadorze, w prowincji Pastaza. Teresa Mamá znajduje się w pobliżu rzeki Bobonaza, około 35 kilometrów na południowy wschód od Sarayacu, na wysokości 337 metrów n.p.m.. Wieś zamieszkana jest przez 74 osoby z ludu Keczua, zarządzana jest zaś przez curaka, wybieranym na zgromadzeniu tamtejszego ludu Sarayaku.